# Batesimalva lobata
Batesimalva lobata là một loài thực vật có hoa trong họ Cẩm quỳ. Loài này được Villarreal & Fryxell mô tả khoa học đầu tiên năm 1990.